# Řezbářství

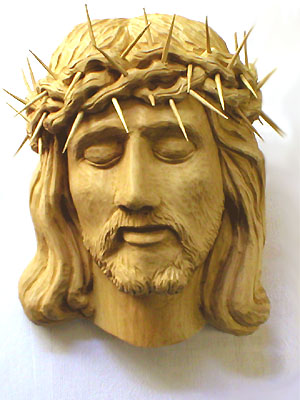
Řezbář Petr Steffan: Kristus s trnovou korunou (lípa)

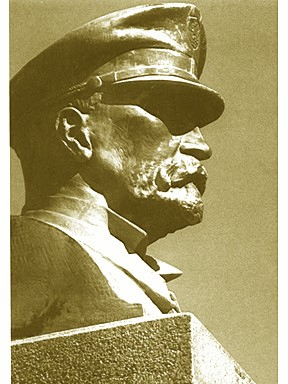
Sochař a řezbář Leoš Kubíček: President T. G. Masaryk 1935

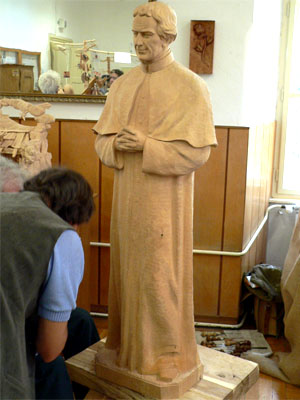
Řezbář Jan Rejman: Jan Bosco

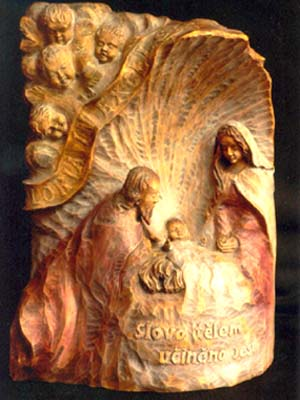
Řezbář Bedřich Šilar: Betlém - Slovo tělem učiněno jest

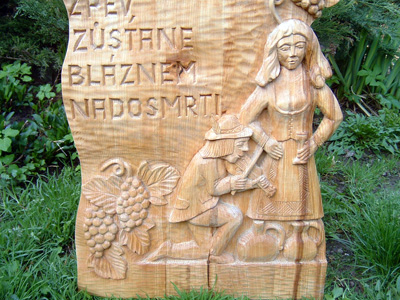
Řezbář Jaroslav Buncko: Bláznem nadosmrti

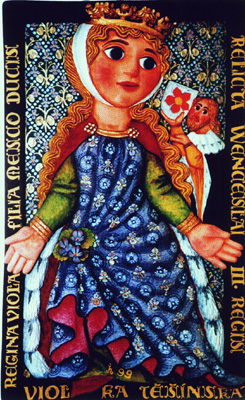
Řezbářka Jarmila Haldová: Královna Viola

Řezbářství je umělecko řemeslný směr tvorby soch (skulptur) z tvárných materiálů, zejména ze dřeva, bezprostředně navazující na sochařství a umělecké truhlářství. Nachází uplatnění nejen v podobě dekorativních uměleckých předmětů v interiérech, ve vestibulech, v podobě okrasných prvků schodišť a podobně, ale i k výzdobě venkovních prostorů.

## Řezbář a jeho kvalifikace

### Talent, vzdělání, schopnosti,invence
Pro řezbáře je lepší, pokud je nadaný talentem, invencí a rukodělnou zručností, než aby byl absolventem umělecké školy, ale tyto vlastnosti postrádal.[zdroj?]

### Profese, koníček a sběratelství
Řezbářství vždy bylo nejen profesionálně provozovaným uměleckým řemeslem, ale patřilo i do oblasti zájmového využití volného času jako lidové řezbářství apod. I v současné době je řada sběratelů uměleckých řezbářských děl a jsou i řezbáři, kteří svá díla tvoří pouze pro radost svou a svých blízkých.

## Suroviny

### Dřevo –mikroskopická stavba dřevaa jeho druhy
Řezbáři při výběru dřeva pro svou tvorbu sledují především takové vlastnosti, jako je jeho makroskopická a mikroskopická stavba, chemické složení, fyzikální a mechanické vlastnosti a vady.
Dřevo patří mezi snadno opracovatelné přírodní materiály, jejichž mikroskopickou stavbu tvoří řada různých buněk uspořádaných v podobě letokruhů ve vrstvách (běl, zralé dřevo a jádro). Stavba jehličnatého dřeva je jednodušší než stavba dřeva z listnáčů. Tvrdé, kruhově pórovité listnaté dřeviny (akát, dub, jasan) jsou obtížně opracovatelné. Obtížně opracovatelné je i dřevo některých roztroušeně pórovitých listnatých dřevin (habr, buk, zimostráz, jabloň, hruška, švestka, třešeň). V řezbářství je nejčastěji využíváno kruhově pórovité dřevo lípy, břízy a ořechu. Jehličnaté dřeviny bývají využívány v lidovém řezbářství.

### Vady dřeva
Mezi nejzávažnější vady dřeva patří jeho napadení houbami, plísněmi a dřevokazným hmyzem. Dále jsou to různé druhy trhlin a růstových vad (vlnitost, točivost, vidlicovost, sukovitost, zploštění apod.).

## Stroje a nástroje

### Truhlářské technologie

#### Řezání
Při řezání je nutno respektovat rozdíly v řezání podélném, příčném, šikmém a křivočarém.
Podle tohoto členění je nutno zvolit nejen správný typ pily, ale také správný tvar, sklon a rozvod pilových zubů. Používány jsou motorové pily řetězové (elektrické i benzínové), katry, kotoučové pily (stabilní a ruční), pásové (stabilní, mobilní a ruční), dekupírky (lupenkové) a přímočaré pily. K nejčastěji používaným ručním pilám patří břichatky, rámové a obloukové pily, ocasky, děrovky, čepovky a svlakovky a pily lupenkové.

#### Hoblování
Mezi hoblovací stroje patří různé typy srovnávaček a protahovaček i elektrických hoblíků s řadou bezpečnostních prvků (odklápěcí, článkové nebo lištové kryty a drážkování nebo hřebeny bránící vržení dřeva zpět).
K historickým ručním hoblíkům dnes již řadíme hoblík macek, posuvný polodrážník a žlábkový člunkař. Dnes se stále ještě používá nejen uběrák, srovnávač či hladík, ale i zubák, okrouhlík a římsovač.

#### Frézování
Patří k těm činnostem, které v řezbářství do značné míry postupně nahrazují rukodělnou výrobu výrobou strojní, reprezentovanou především kopírovacími stroji, které jsou schopny
podle modelu vyfrézovat řadu stále dokonalejších téměř identických kopií.

#### Soustružení
Představuje také významné využití strojů k opracování dřeva. Historické šlapací soustruhy nebo soustruhy poháněné klikou či transmisí byly nahrazeny motorizovanými soustruhy. Konstrukce, velikost i vybavení soustruhu  podléhá zaměření (délka a průměr obrobku) a také finančním a prostorovým možnostem té které dílny (majitele). Nezřídka má dílna k dispozici i několik soustruhů s obsáhlým příslušenstvím. Soustružení dřeva je ceněným oborem nezřídka kombinovaným s uměleckým řezbářstvím.

#### Vrtání
K vrtání se v řezbářství užívá řady různých druhů elektrických stojanových i ručních vrtaček, kolovrátků, řehtaček a svidříků k odvrtávání hlubokých míst řezby, vnitřních dutin, průchodů a otvorů. Používají se k tomu různé druhy vrtáků (špičáky, jehlové vrtáky, nebozezy, hadovité vrtáky a špulíře, hrotovníky, záhlubníky a vrtáky pilové.

#### Opracování truhlářskými dláty
Sortiment truhlářských dlát je, na rozdíl od dlát řezbářských, omezenější (obyčejná, čepovací, půlkruhová a francouzská). Jsou ale mohutnější. Čepel s ostřím, krčkem a korunou je svou stopkou zaražena do rukojeti opatřené předním a zadním kroužkem. K usnadnění práce s nimi se používá různých truhlářských nebo řezbářských kladiv a palic.

#### Spojování
K spojování dřeva se používá různých druhů truhlářských i tesařských spojů s pomocí spojovacích materiálů ( kolíků, hřebíků, vrutů, šroubů, spon, závěsných kruhů a ok apod.) a lepení ( klihem a různými druhy epoxidových a jiných lepidel). Rámové konstrukce jsou spojovány plátováním, přeplátováním a svlakováním, pomocí čepu a dlabu, čepu a rozporu, rybinovými spoji, kolíky a nebo přímo natupo. Rohová spojení se dělají pomoci ozubů, na pero a drážku, na kolíky a nebo vlepeným hranolem. Středová spojení se obdobně jako rohová dělají na pero a drážku. Kromě toho i na čepy a na rybinu a svlak. Desky se spojují na šířku polodrážkami, perem a drážkou, vloženými pery a čepy, kolíky a lepením natupo.

### Řezbářské technologie

#### Upínací prostředky
Upínání se provádí uchycením dřeva v hoblici přímo nebo pomocí hranolků, nalepením nebo přišroubováním na upnutou pomocnou desku, zatažením do hoblice nebo stahováku, připevněním ke stolu ztužidly nebo pomocí upínacího kloubu nebo zašroubováním upínacího šroubu do bloku.

#### Měření
K měření se podle náročnosti řezbářské práce používají různé druhy měřidel od těch nejjednodušších až k velmi náročným měřícím konstrukcím a počítačové techniky. Jsou to rýsovací latě, dřevěné, skládací a svinovací metry, různé druhy kružidel a rejsků, úhelníků, posuvných ředidlem a úhloměrů, cejchovacích latí a měřidel, jehlových šablon, rýsovacích jehel a špičáků až po bodovací pantografy, konstrukce a různé další přístroje, měřící a projekční klece apod. Při odměřování rozměrů podle modelu se zajišťuje číselný zápis. K zmenšování či zvětšování rozměrů je používána čtvercová síť. Při řezbě reliéfů postačí měření podle nákresu, překreslování pomocí pauzovacího wampíru a obtahovacích šablon. Pokrokovější metody pracují s počítačovou technikou, predevším s využitím 3D technologií. K tomuto se využívají 3D skenery, fotoaparáty, či dokonce mobilní telefony (fotogrametrie). Metody dosahují vysoké přesnosti, přičemž výhodou je možnost řezů, pohledů, určení těžiště, případne jiných preferovaných metrik. 

#### Modelování
Řezbářství má stejně jako sochařství jednu velkou nevýhodu. Chybně odebraný materiál lze jen obtížně vrátit zpět. Vyplatí se proto vytvořit si modely pomocí techniky, která těmito nedostatky netrpí. Malé modely se zhotovujú z plastelíny, případně ze speciálních modelovacích hmot. K větším modelům je zapotřebí modelovací stolek, stojan nebo točna, kostra ze dřeva nebo jiného nosného materiálů, hlína a modelovací pomůcky (dřevěné a kovové špachtle, očka apod.). V současné době se časteji začíná využívat 2D a 3D modelování. Jedná se o zhotovení pohledových výkresů které usnadňují práci, nebo se používajú 3D technologie přímo k vygenerování kódu, který je nahrán do předmětného zařízení (3D tiskárna, CNC frézovačka). V případě soch se používají speciální softvéry na organické modelování, které jsou odlišné od softvérů technických. V mnohých aspektech připomínají práci s hlínou, či jinými materiály, čímž je znalost modelace s hmotami zřejmou výhodou. Nové modelovací možnosti usnadňují prezentaci budoucího díla ve virtuálním prostředí, vytvoření zmenšeného modelu, nebo 3D zálohy. Výhodou je "čistý proces", při kterém se nepoužívají mokré hmoty a kde se dají dáta průběžně ukládat případně posílat přes internet, čímž se procesy usnadňují.

#### Příprava materiálu
Řezba soch byla dříve prováděna z mokrého dřeva. Aby po dokončení mohla socha vyschnout bez trhlin bylo nutno odebrat co nejvíce materiálu z její zadní části. Dnes se provádí především z dobře vyschlého dřeva. s minimalizováním nebezpečí vzniku trhlin. Řezbářská tvorba z dřevěného bloku vytvořeného z desek nebo menších části vyžaduje od řezbáře správnou volbu sestavování dílů do jediného celku. Obdobně i řezba obrazových, zrcadlových nebo reliéfních rámů předpokládá jeho znalost postupu sestavování jednotlivých dílů ze segmentů různých rozměrů a zaoblení. U reliéfní řezby i při dolepování hotových dílů na dokončený podklad.

##### Hrubé práce
Krácení dřeva a hrubé obrábění se provádí motorovými pilami v exteriéru, nebo v interiéru s elektrickými nebo akumulátorovými řetězovými pilami. V oblibě jsou uhlové brusky, se speciálními kotouči a mnohdy i nádstavci. Používaná je celá řada strojů od přímých brusek, přes mikronářadí až po řezbářské kopírky a CNC stroje.

#### Opracování řezbářskými dláty a noži

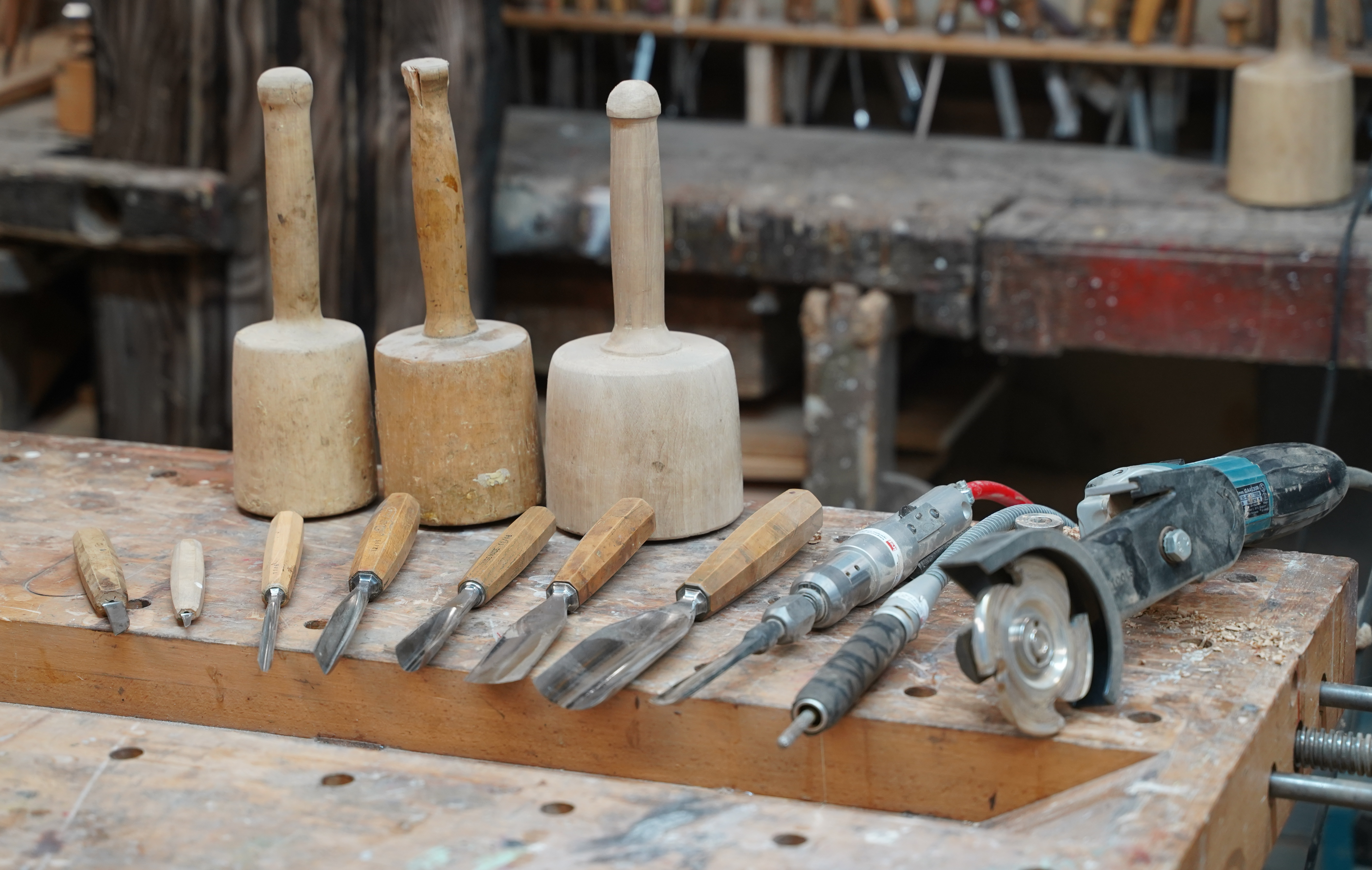
Řezbářské nože, dláta a palice, pneumatické dláto, přímá bruska, uhlová bruska s nadstavcem na obrábění dřeva

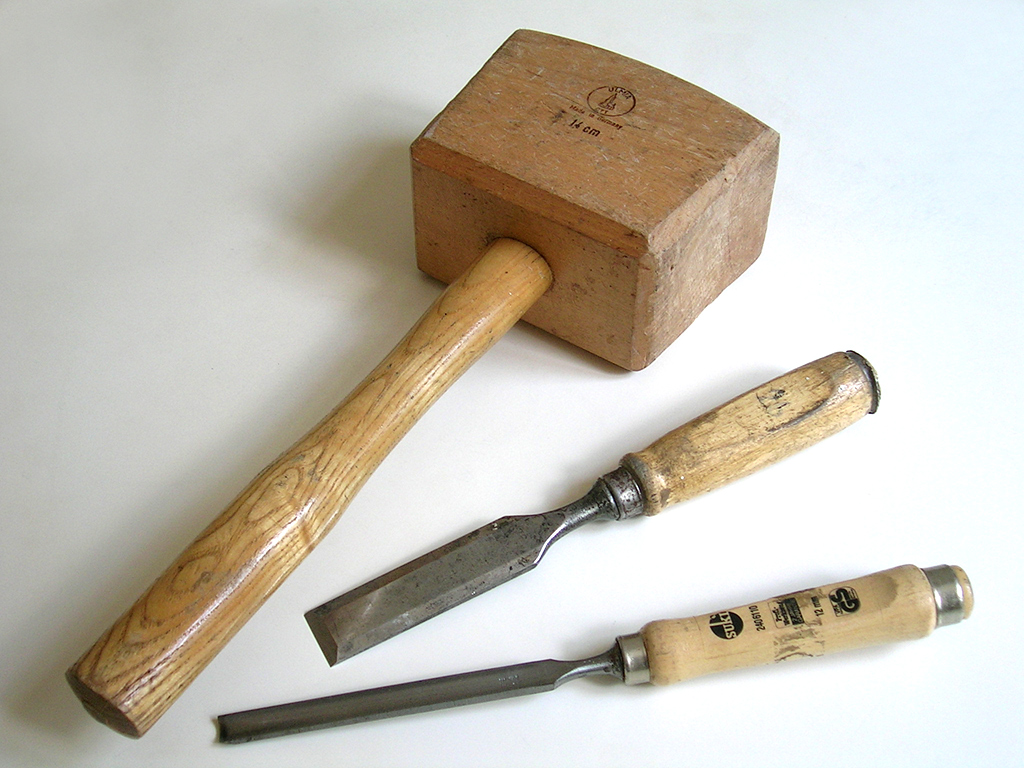
Rovné a zahnuté dláto s paličkou

Řezbářské nože jsou používány především v lidovém řezbářství, kde předmět řezby je obvykle držen v ruce a umožňuje změnou směru a místa řezu vyřezat i složitější tvary zdobených dekorativních předmětů. V umělecké řezbářství jsou používána především podstatně dražší a obtížněji dosažitelná dláta, která umožňují vyvinout podstatně větší sílu při opracování mohutnějších bloků dřeva. Existuje velké množství staveb a tvarů kvalitních dlát včetně správně provedených rukojetí i čepelí. K nezbytným požadavkům na práci řezbářů patří i správná znalost pracovních postupů hrubého a jemného broušení a obtahování dlát a nožů, včetně zarovnání ostří a stanovení jeho úhlu.

#### Povrchové úpravy
K povrchovým úpravám patří především broušení, ochrana dřeva před vnějšími vlivy (fermež, vosky, laky, oleje a pasty) zvýraznění kresby dřeva (lak, fermež, kopál, jantar, šelak) a jeho barevné úpravy (bělení, barvení, moření, polychromie), zlacení, stříbření apod.

## Pracoviště

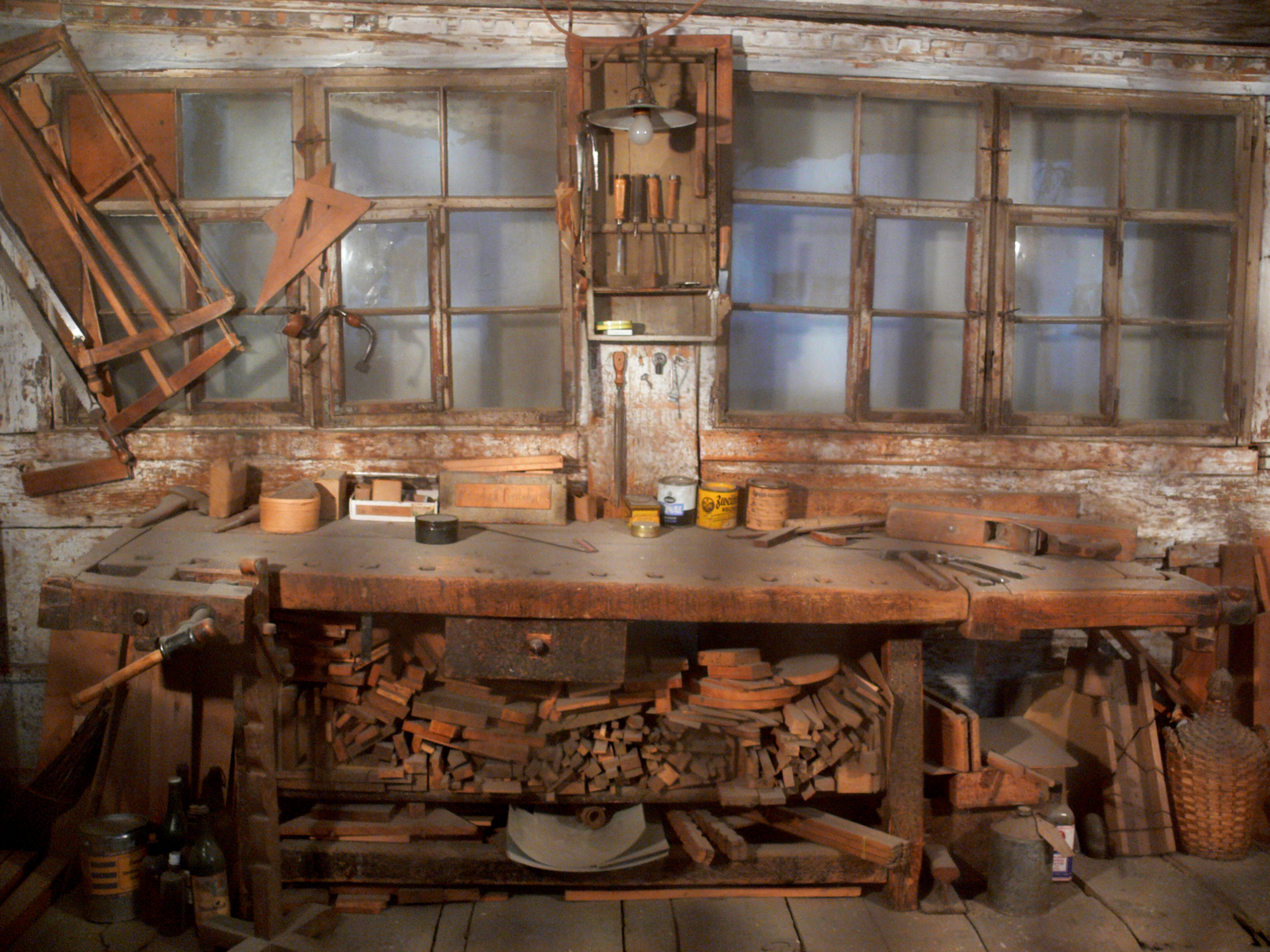
Řezbářská dílna

### Dílna, ateliér

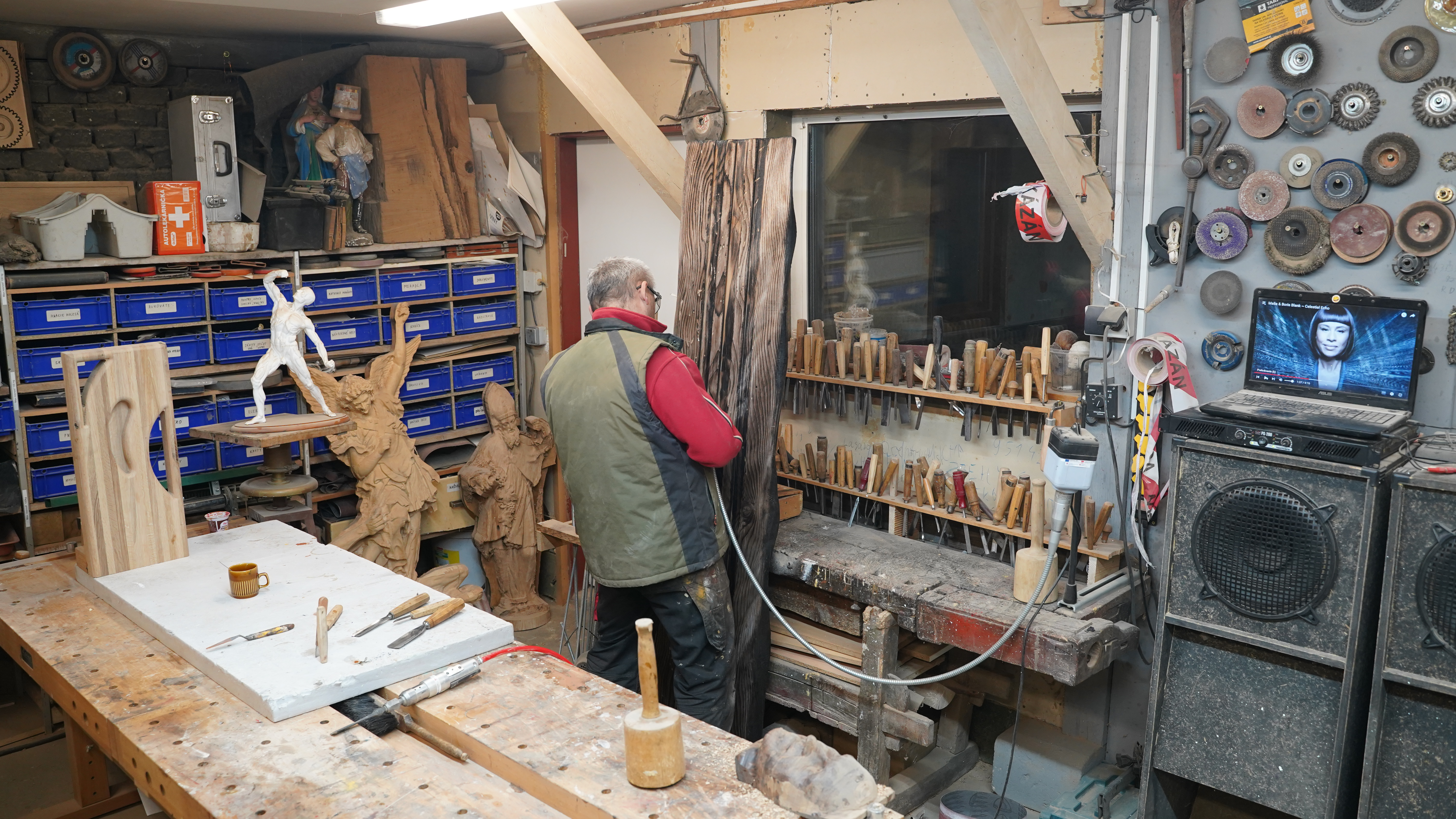
Hoblice, dláta, paličky, anatomický model, kotouče na obrábění a dnes již běžné multimediální vybavení

vybavená a osvětlená řemeslnická (umělecká) dílna s ateliérem nebo výstavními prostory umožňujícími i prezentaci hotových děl je pro práci řezbáře základní podmínkou.

### Pracovní stoly a hoblice
Laický nebo lidový řezbář se nezřídka spokojí jen s jednoduchou stoličkou, lavicí nebo hobby stolem, ale profesní umělecký řezbář bude potřebovat dílnu vybavenou řezbářskými nebo truhlářskými hoblicemi nebo stoly s možností upevnění obrobků různými svěráky, stahováky, ztužidly, šrouby a upínacími klouby a kompletním strojovým vybavením a kvalitními nástroji.

## Techniky řezby

### Figurální řezby
Pracovní postup je do značné míry předurčen velikostí figury. Základní tvar monumentálních soch, sloupů, totemů, je po hrubém zaměření podle nákresu nebo modelu obvykle vyřezáván motorovou pilou a pak dále postupně doměřován a dopracováván do plošek a jejich postupného zaoblování a dořezby detailů. U menších soch, sošek, figurek a loutek se hrubý tvar vyřeže pilou a dotvaruje širokým rovným dlátem. K opracování některých částí je možno využít i soustruhu. Dopracování detailů se provádí úzkými rovnými nebo profilovými dláty. Drobné figurky je možno opracovávat i v ruce, při čemž lze dosáhnout přesného řezu opřením dláta o prsty rukou. Řez se provádí rovně nebo šikmo po létech. Příčný řez a řez přes vlákna vyžadují skutečně ostrá dláta. Rozdílný přístup vyžaduje i opracovávání roviny a oblé plochy. Při tvorbě většího počtu stejných výrobků se často používá kopírovacích frézovacích strojů.

### Reliéfní řezby
Existují dva základní druhy reliéfní řezby, plochý a zapuštěný reliéf a celá škála reliéfních řezeb z hlediska tvaru, jako např. válcové a prolamované, voluty, listové (dubové, akantové, štípávané) a květinové ornamenty, vejcovce apod. K reliéfní řezbě patří i vrubořez, linkový řez apod. Řezy se střídají, aby mohly být provedeny po létech, hloubka se upravuje profilovými dláty, dno se rovná mělkým háčkem a linkové ozdoby kozí nohou.
Mezi přední české řezbáře patří Luděk Bari, který tvoří speciální technikou nízkého reliéfu.

### Dřevořezy a dřevoryty
Jsou to grafické techniky používané pro tisk z výšky. Využívá se především hustšího a tvrdšího dřeva listnatých stromů. U dřevořezu jsou vlákna rovnoběžná s povrchem desky.
U dřevorytu jsou kolmá k povrchu.

### Intarzie a inkrustace
Principem intarzie je dekorativní vykládání dřeva jiným dřevem nebo jiným kontrastním materiálem. Základem intarzie je podkladová plochá deska z dřevotřísky nebo měkkého dřeva, na kterou se postupně přilepují dýhové obrazy sestavované z různobarevných ručně vyřezávaných dílců dýh nebo i z jiných materiálů (slonovina, želvovina, perleť apod.).
Při inkrustaci nejde o nalepování, ale o vkládání dřevěných nebo jiných dekorativních prvků do povrchu podkladní desky. K často užívaným formám patří např. inkrustace kovem (plechem, amalgámem, vybíjením a zatloukáním drátů či hřebíků nebo vyléváním cínem nebo olovem.

## Řezbářská tvorba
Je velmi rozsáhlým uměleckým oborem zabývajícím se nejen řezbou ve dřevě, ale i v řadě dalších snadno opracovatelných materiálů (perleť, slonová kost a podobně).

### Druhy výrobků
Sochy, sošky a plastiky (sakrální, bohů, králů, celebrit, předků, démonů), pomníky, totemy, rituální sloupy, konzoly a hlavice sloupů, karyatidy, maskarony a arabesky, balustrády, busty, figurky, Betlémy, reliéfy, intarzie, loutky a marionety, masky (divadelní, rituální, šamanské, taneční, ochranné, černošské, indiánské, eskymácké), nábytek (umělecký, slohový, moderní), (skříně, příborníky, sekretáře, kabinety, vitríny, komody, stoly, postele, lůžka, pohovky, křesla, židle, taburety, pulty a stojany, truhly, kolébky, nástěnné, rámové, sloupkové, pilové hodiny, zrcadla, rámy obrazů, oltáře, globy, svícny a lustry, věšáky, křídla dveří), ozdobné hlavice ke strunným nástrojům, kytary, loutny, flétny, měchy, ozdobné držáky holí, fajfky, zvonce, chřestidla, žezla, pečetidla, ozdobné válečky, bižuterie, šperky, koryta, nádoby, oltářní vázy, poháry, misky, naběračky, lžíce a nože, louskáčky, hřebeny, formy (na máslo, perník, sušenky apod.,), hračky (panenky, figurky, houpací koníci, píšťalky apod.), kočáry, kočárky a saně, modely (pro řezbu a kopírovací stroje, budov, interiérů, letadel, automobilů, lodí apod., podložky pod myslivecké trofeje.

### Umělecká díla
Řezbářství není jen řemeslem, ale nesporně i uměním. Patřilo a patří k uměleckým řemeslům stejně jako šperkařství, kovotepectví, kamenosochařství, výroby uměleckého nábytku, hudebních nástrojů, zbraní, zpracování slonoviny, kůží a dalších přírodních materiálů.
Ne každé řezbářské dílo lze ale automaticky přiřadit k dílům uměleckým. Umělecká díla vznikají obvykle z rukou tvůrců, kteří jsou pro svou práci disponováni nejen vzděláním, ale i představivostí, invencí, uměleckým rozhledem, zkušenostmi a schopnostmi i nezbytnou manuální zručností.

### Galerie - ukázky děl

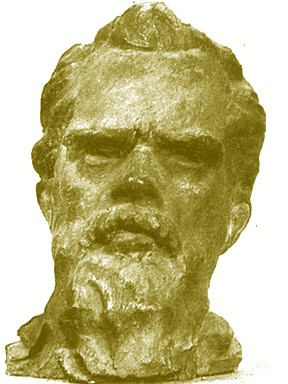
Leoš Kubíček: Autoportrét, 1923
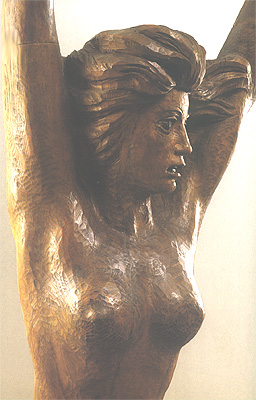
Josef Kubíček: Vítězství, 1929
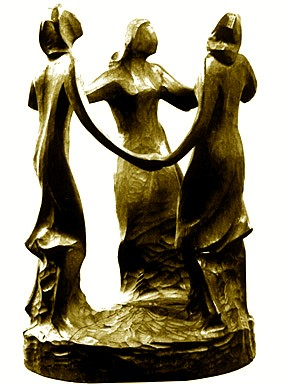
Leoš Kubíček - Tanečnice, 1963
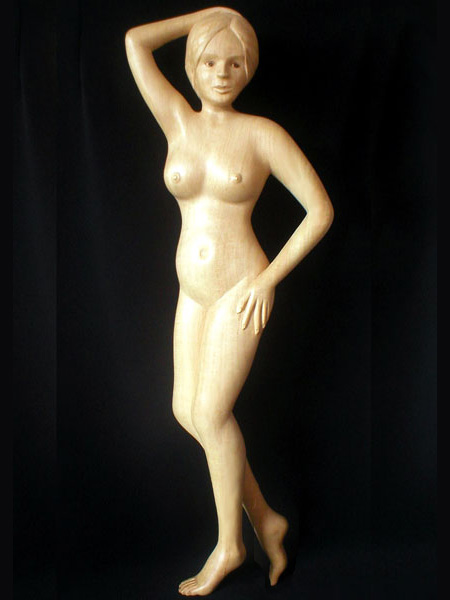
Karel Jedlička: Dívka u zrcadla, 2004
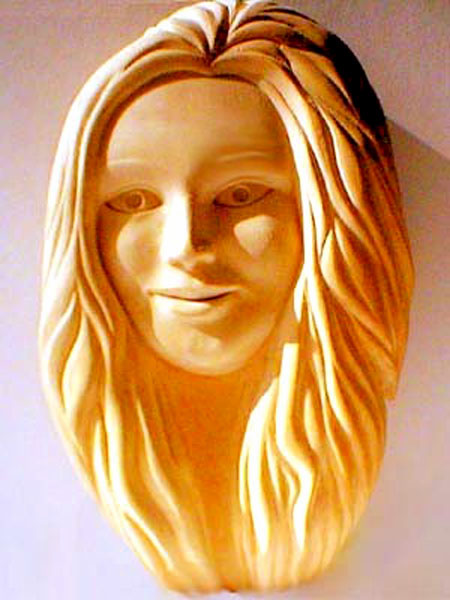
Karel Jedlička: Hlava rusalky, 2005
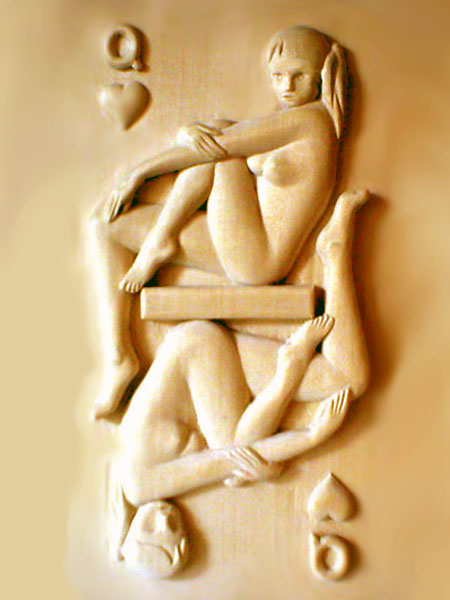
Karel Jedlička: Srdcová dáma, 2007
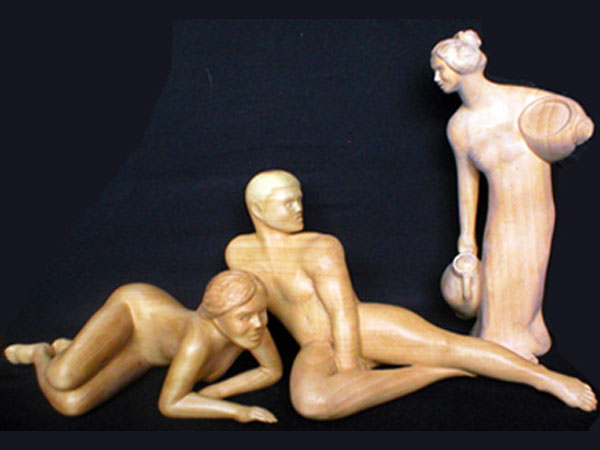
Karel Jedlička: Skupina plastik, 2008
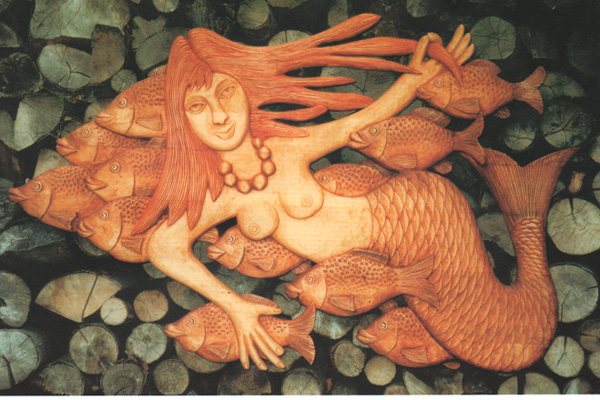
Plechatý Václav: Mořská panna
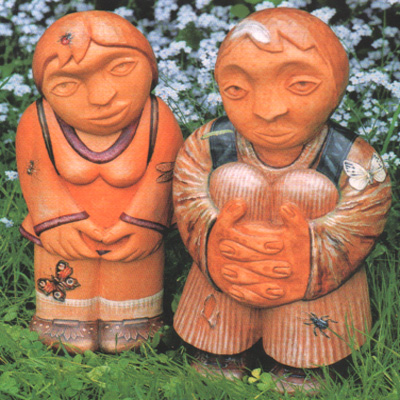
Plechatý Václav: Děti v poměnkách
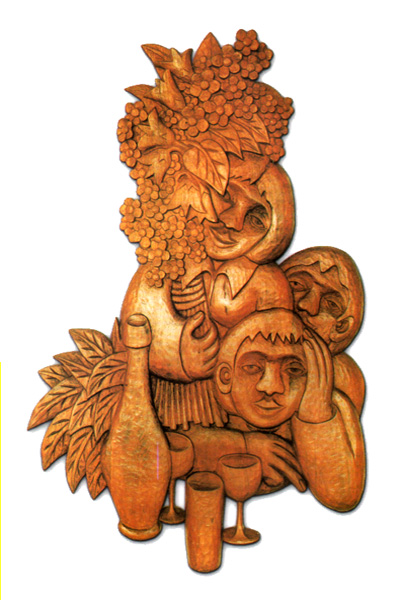
Plechatý Václav: Přípitek ve třech
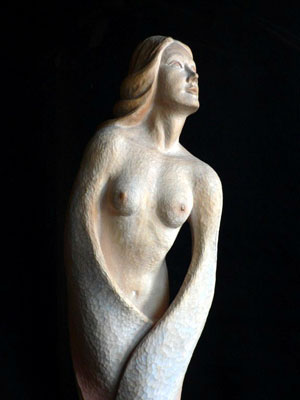
Bedřich Šilar: Dívka
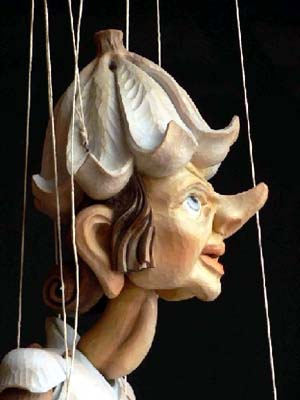
Bedřich Šilar: Zvoneček
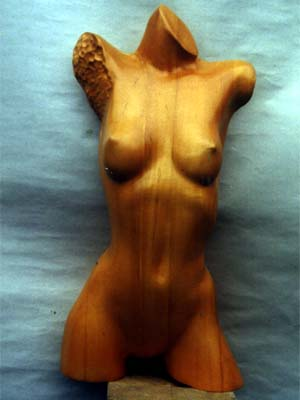
Štefan Hrudka: Torzo
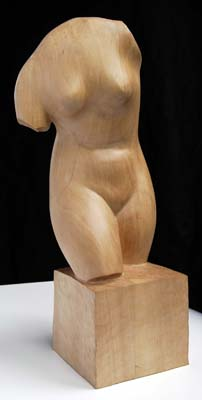
Jiří Pecháček: Torzo
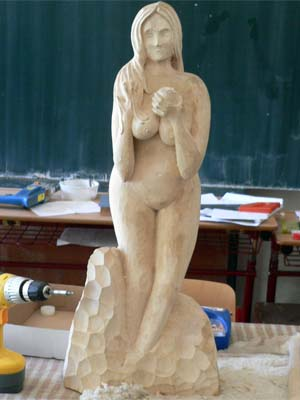
Ing. Stanislav Cukor: Eva
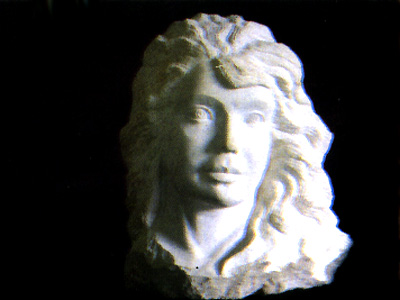
Jana Rejmanová: Portrét
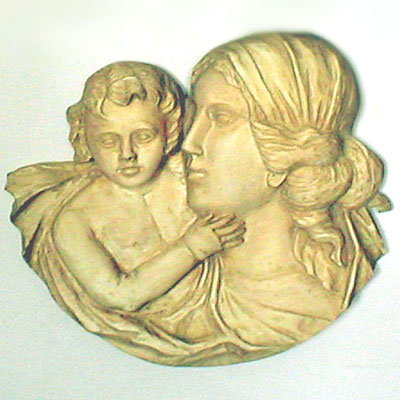
Václav Fait: Mateřství
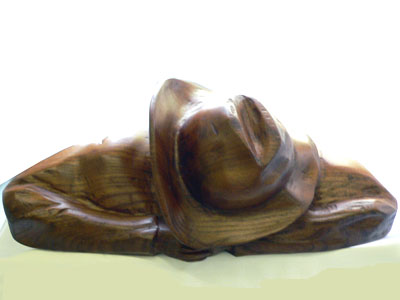
Vlad. Sedláček: Spáč
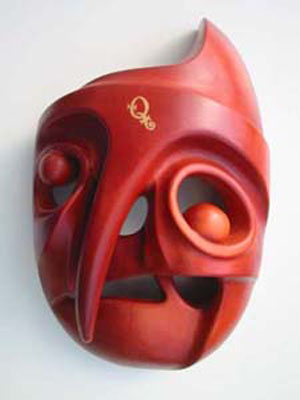
Miroslav Tříska: Maska
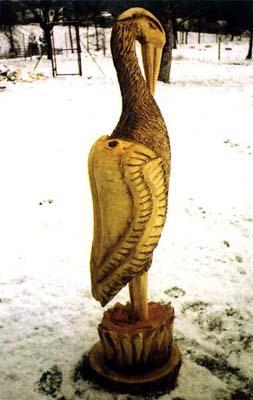
Jar. Pecháček: Kormorán
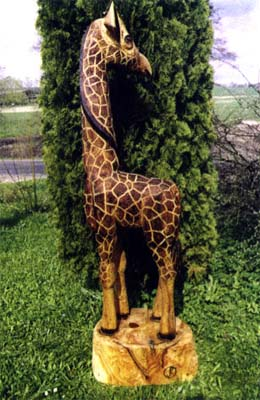
Jan Rázek: Žirafa

## Restaurátorské práce
Provádějí je nejen specializované restaurátorské ateliéry, ale i většina větších firem věnujících se uměleckému řezbářství. Zaměřují se nejen na restaurování starožitnosti z mobiliářů různých stylů a stylových interiérů, ale i renovaci soch, nábytku, oltářů a sakrálních plastik, hudebních nástrojů a dalších řezbářských uměleckých děl. Jde obvykle nejen o opravy poškození nebo o náhrady zničených částí, ale i o pozlacování a opravy povrchů šelakováním, voskováním a pomocí kožního nebo kostního klihu apod.

## Historie řezbářství

### Evropa

#### Pravěk
Z této doby nám zůstalo zachováno daleko více nástrojů k obrábění dřeva
než vlastních řezbářských výrobků ze dřeva.

#### Starověk
Podle písemných dokladů byly pravděpodobně nejstarší řecké sochy dřevěné. Řekové i Římané si ale dřeva moc nevážili a svá umělecká díla vytvářeli především z kamene.

#### Předkřesťanské umění pohanské
Především z něho vznikalo románské řezbářství.

#### Románský sloh
Po vzniku křesťanství a po vítězství barbarských národů nad Římany došlo nejen k rozpadu Římské říše, ale i k dočasnému zapomenutí na umění antických mistrů. Řezbářství se jen skromně krčilo ve stínu kamenosochařství a řezeb ze slonoviny.

#### Gotika
Název sloužil k označení barbarského umění Gótů. Gotické řezbářské umění dosáhlo vrcholů především v Evropě. Vysoká úroveň gotického řezbářství souvisela především s růstem bohatství církve. Dřevo bylo často zlaceno a polychromováno. Ve vrcholné gotice však vznikla i řada soch a celých oltářů, které již nemusely být polychromovány ani zlaceny, protože jejich zpracování bylo již natolik působivé, že další úprava nebyla nutná.

#### Renesance
Název byl odvozen od italského slova rinascita, znovuzrození. Představovala
období opětovného probuzení zájmu o antiku. V sochařství došlo k návratu k antickým materiálům, k využití mramoru a bronzu. I dřevěné sochy byly tvořeny tak, aby napodobovaly díla z kamene a kovu.

#### Baroko
název představoval hanlivé označení neantického slohu. Vzniklo v Itálii jako sloh katolické církve. Přesto se postupně stalo vládnoucím uměleckým směrem a posledním vrcholem řezbářství i v protestantské Evropě.

#### Rokoko
Rokoko bylo zjemnělou, závěrečnou fází baroka. Ve figurálním řezbářství byla barokní dramatičnost nahrazována hravou zdobností. V nábytkovém umění se rokoko projevilo drobnějšími rozměry, jemnými tvary a asymetričností.

#### Klasicismus
Klasicismus představoval opětovný návrat ke klasickému řeckému a římskému umění.
Vrátila se obliba kamenosochařství a tvorby z bronzu. Sochařským materiálem se opět stal kámen a kov. Dřevo bylo využíváno pouze pro modely k větším sochám.

#### Romantismus
Romantismus byl uměleckým směrem obracejícím se k přírodě a k lidem žijícím s ní v souladu. Umění a umělecká řemesla se stala součástí zvyšující se moci obchodníků a podnikatelů. Ve figurálním řezbářství se projevil vliv akademií, které preferovaly práci s kamenem a kovem. Řezbáři museli hledat možnosti mezi měšťany, pro které byla hlavním kritériem přijatelná cena. Vznikaly jednoduše řezané sochy, tzv. Nazarény, s barevnou polychromií a ornamenty malovanými bronzovými laky.

#### Empír
Empír byl monumentálním slohem k oslavě osoby Napoleona Bonaparta a jeho impéria. Vycházel z egyptského, řeckého a římského umění. Dřevořezby, jako náhražky bronzových děl, byly rozšířeny zejména ve střední Evropě.

#### Biedermeier
Název Biedermeier byl odvozen od literární postavy pana Biedermeiera z mnichovského humoristického časopisu. Často byl označován jako měšťanský empír. Vyhovoval měšťanům, požadujícím lacinější, ale kvalitní bytová zařízení, vytvářející útulná prostředí. Řezbářství se uplatnilo jen v podobě jednoduchých ornamentálních nebo figurálních reliéfů.

#### Historismus
Historismus byl inspirován historickými slohy. Na nábytek, jehož korpus byl vyroben strojově, byly lepeny vyřezávané ornamenty ve slohu, jaký měl výrobek představovat (pseudogotický, pseudobarokní apod.).

#### Secese
Secese vyhovovala umělcům nalézajících inspiraci v přírodě a v japonském umění, odmítajícím inspiraci v evropských historických slozích. Představovala také spojení výtvarného umění se strojovou výrobou.

#### Art deco
Art deco byl nazván podle pařížské Mezinárodní výstavy moderního umění. Představoval další pokus spojení výtvarného umění s průmyslovou výrobou. Byly vytvářeny jen dekorační sošky a řezbářské části jako doplňky strojově vyráběného bytového zařízení.

#### Avantgarda
Název avantgarda se stal souhrnným označením pro tvorbu umělců různých stylů, hledajících nová umělecká vyjádření, odlišná od předchozích slohů, často inspirovaná tvorbou přírodních národů.

#### Současnost
Je odrazem přizpůsobení řezbářství technologickému rozvoji v podobě ručních dřevoobráběcích strojů, řetězových pil, kopírovacích fréz apod. Je i odrazem přesunu řezbářství do oblasti širšího využití volného času. Řezbářství nalézá uplatňuje v široké škále možností při tvorbě soch a reliéfních plastik včetně moderních, v betlemářství a další sakrální tvorbě, v loutkářství a výrobě hraček, suvenýrů a dřevěné bižuterie i šperků, při výrobě a restaurování slohového a uměleckého nábytku, intarzií, dekorativních předmětů včetně soustružených, hudebních nástrojů, forem a modelů staveb a interiérů, leteckých modelů a modelů lodí a dopravních prostředků, výrobě dřevěných zbraní, trofejí a podobně. Tradiční řezbářské řemeslo je také ve větší míře uplatňováno při restaurátorských pracích.

### Afrika
K nejvýznamnějším patří řezbářská tvorba starověkého Egypta a černošské umění.
Pro tvorbu velkých soch byl v Egyptě základním materiálem kámen. Vážili si ale i dřeva,
kterého bylo málo. Své řezbářské práce zdobili Egypťané i dalšími materiály (kovy, sklem,
polychromií a podobně). Dřevořezby černošského umění sloužily především pro rituální účely. Jejich díla byla originální a nápaditá. Byly to sochy předků, náčelníků, masky duchů apod.

### Asie
Asie představuje širokou škálu kulturní a etnické odlišnosti dřevořezby od těch nejstarších ve světové historii až po ty nejmodernější. I zde bylo řezbářství spojeno s vírou. (S kulty i světovými náboženstvími (buddhismus, taoismus, šintoismus, hinduismus, brahmánismus, islám). Rozmanitá je i kvalita a pojetí řezeb od jednoduchých řezeb kanibalů přes ornamentální, reliéfní islámskou řezbu až po nádhernou a umělecky dokonalou tvorbu Japonců, Číňanů a Vietnamců.

### Austrálie a Oceánie
Patří k oblastem, kde řezbářská tvorba, s rituálními sloupy, figurkami bohů a předků, se štíty, ornamenty a maskami, sloužila různým kultům včetně kanibalismu.

### Amerika
Zde je nutno rozlišovat nejen řezbářství Severní, Střední a Jižní Ameriky, ale také tvorbu původních obyvatel odlišovat od dřevořezby bělošské. V původních kulturách Střední a Jižní Ameriky nebylo řezbářství moc rozšířeno. Naopak řezbářství severoamerických indiánů bylo velmi pestré (totemy, sochy, figurky lovců, zvířat, bájných postav, duchů, masky a podobně). Mezi nejvýznamnější bělošské dřevořezby patří drobné sošky sloužící misionářům k šíření křesťanství.